# Visconde de Fonte Nova
Visconde de Fonte Nova é um título nobiliárquico criado por D. Maria II de Portugal, por Decreto de 10 de Março de 1842, em favor de Bento da França Pinto de Oliveira, antes 1.° Barão de Mondim e 1.° Barão de Fonte Nova e depois 1.° Conde de Fonte Nova.
Titulares
1. Bento da França Pinto de Oliveira, 1.° Barão de Mondim, 1.° Barão, 1.° Visconde e 1.° Conde de Fonte Nova.